# 徳南晴一郎
徳南 晴一郎（とくなみ せいいちろう、1934年6月1日 - 2009年12月24日）は、日本の漫画家。
本来の読み方は「とくなん」だが、戦時中「国難」と掛けて学校でさんざん虐められた悲惨な思い出もあり、また「十苦難」と意味が重なるのを避けるため、30歳のとき「とくなみ」と改めた。

## 来歴
大阪市北区南森町に生まれる。8人兄弟姉妹の長男。幼稚園にあがる数年前にジフテリアを患い、下垂体性機能不全小人症を発病。このため身長140cmで発育が停止。そのため、子供の頃から常にいじめにあい、人間嫌いで神経質な性格の元となった。
戦時中は大分と福井の親戚の家に縁故疎開した。1953年、石森章太郎主宰の同人誌『墨汁一滴』に参加。大阪の高校を卒業後、知人の紹介で漫画家・藤原成憲と知り合い、専売公社の宣伝活動に参加して街頭で漫画を描いた。同じころ、大阪市立天王寺美術研究所に研究生として在籍。しかし1955年に行き詰まりを感じて同研究所を退いた後、大阪の丸山東光堂から『影を斬る侍』『あらしの剣豪』を上梓し、貸本漫画の世界に入る。丸山東光堂の社主の没後、三島書房から『笑狂四郎捕物控』シリーズを5,6点刊行したが、三島書房でお家騒動が起きた為上京を決意。このとき、上京の目的のひとつは、東京在住の医学者緒方知三郎東大名誉教授を訪れてホルモンの投与を受け、人並みに背を伸ばすことにあった。
1957年10月に上京。雑司が谷にあった手塚治虫の住居"並木ハウス"に居候していたこともある。緒方知三郎を訪ねたものの年齢を理由に治療不可能なることを告げられ、落胆する。原稿の売込にも失敗したため前途に絶望。手塚家を出て雑司が谷の別の下宿に移ってからガス自殺を図ったが、大家が元栓を締めていたため未遂に終わる。
デビュー作は『影をきる侍』。当時は可愛らしい丸っこい絵柄で時代劇を描いた。
その後、曙出版で原稿の売込に成功し、同社から『怪猫雪姫』『怪猫紅行燈』『忍法無惨帖』などを上梓。同じ時期に早稲田へ転居。このころ、曙出版専属漫画家の親睦会「＋画人会」（ぷらすがじんかい）のメンバーに長谷邦夫、川田漫一、ヒモトタロウ、江戸川清、鈴原研一郎らがいた。
貸本屋からの返本が続いたため、市川誠一の筆名で『ひるぜんの曲』など青春現代物を執筆。しかしそうしたジャンルの作品が怪奇マンガにしか見えないような描写であったためやはり人気は思わしくなく、1962年夏から本名に戻って『怪談人間時計』『怪談猫の喪服』などのシュールな作風の怪奇漫画を発表。このころ豊島区高田本町に転居。1962年12月に結婚したが、神経質な徳南による執拗な叱責に耐えかねて妻が実家に帰ってしまい、まもなく破婚。
曙出版から『徳川家康』『豊臣秀吉』『伊達政宗』など戦国武将ものを上梓。しかしこれまた人気が出ず、生活に窮してエロ漫画を描き、成人向けの週刊誌に持ち込んだが不採用となった。とうとう仕事がなくなったため1963年6月に漫画家を廃業し、光映画現像株式会社に就職。このころ武蔵野市境に転居。
フィルム現像の手伝いをしていたが、全自動現像焼付機の導入に伴ってやりがいを失い自主退職。折あたかも母が病気で入院したため大阪に帰郷。しばらく生家のパン屋を手伝っていたが、大手製パン会社の進出で店が潰れたため、電気商工新聞社に就職。以後、印鑑のセールスや無線配車タクシーの手配の仕事など職を転々としつつも一介のサラリーマンとして過ごし、二度と漫画を発表することはなかった。ただし日曜画家として油絵を描き続け、1979年には創元会第38回展覧会に入選したこともある。油絵画家としての名前は徳南誠吾。
永らく忘れられた漫画家だったが、1979年に『怪談人間時計』が限定450部復刻される。後年、一部の漫画マニアに評価をうけ、著作は10万円以上のプレミアがつくほどのカルト的人気を得、1990年代以降、太田出版から続々と旧作が復刊された。またライターの大泉実成が「消えたマンガ家」の取材で、徳南本人に接触を試みているが、本人の強い意向によりインタビューは出来なかった事などを明かしている。
趣味は読書と漢詩とクラシック音楽鑑賞。夏目漱石や永井荷風を愛読し、ベートーヴェンを崇拝していた。『日本古書通信』2000年4月号には「私塾としての神保町」と題する一文を寄せ、在京時は神田の古書店街を歩くのが「無上の悦楽」だったと回想し、「神保町は僕の学舎」と語っている。
著書に、特異な自伝『孤客』（太田出版、1998年）がある。
2010年1月末、前年の12月24日に死去していたことが長谷邦夫のブログから明らかになった。

## 作品リスト

### 漫画
- 笑狂四郎捕物控 不知火行燈　128P　わかば書房　B6判ハードカバー単行本　定価130円　昭和32年頃
- 笑狂四郎捕物控 達磨大明神　 10P　三島書房　短編集『剣』2号収録　A5判ハードカバー　定価150円　昭和32年頃
- 笑狂四郎捕物控 幽霊若衆　 20P　わかば書房　短編集『剣』4号収録　A5判ハードカバー　定価150円　昭和32年頃
- 怪談人間時計[2]
- 怪談猫の喪服[2]

他

### 漫画単行本
- 『化猫の月』 曙出版、1962年[6]
- 『猫の喪服』 曙出版、1962年[6]
- 『人間時計』 曙出版、1962年[6]
- 『破けた顔』 曙出版、1962年[6]
- 『徳川家康』 曙出版、1962年[6]
- 『豊臣秀吉』 曙出版、1962年[6]
- 『織田信長』 曙出版、1962年[6]
- 『独眼竜政宗』 曙出版、1963年[6]
- 『人間時計』（復刻版） 駒絵工房、1979年[6]
- 『怪談人間時計』 太田出版〈QJマンガ選書〉、1996年、ISBN 4872333136
- 『ひるぜんの曲 青春マンガ自選集』 太田出版〈QJマンガ選書〉、1997年、ISBN 487233356X

### 自伝
- 『孤客 哭壁者の自伝』 太田出版〈QJブックス〉、1998年、ISBN 487233387X